# 长孙览
长孙览，字休因，河南郡洛阳县（今河南省洛阳市东）人，北周、隋朝时大臣。

## 生平
长孙览父亲长孙绍远在北周人称乐祖，长孙览家学渊源，广涉经史，宽弘儒雅，通晓音乐。西魏大统年间，出仕为东宫亲信。周明帝时，为大都督。周武帝在作为鲁国公时，长孙览与他关系亲密，即位后，超拜为车骑大将军。他为武帝宣读奏章或诏书时，声音洪亮，为百官所属目，皇帝也赞叹不已。长孙览原名长孙善，武帝对他：“朕以万机，委卿先览。”遂赐名为览。
建德元年（572年），参与诛杀权臣宇文护，以功进封薛国公。其后历任小司空。建德六年（577年），参加灭北齐之战，以功进位柱国，封第二子长孙宽为管国公。宣帝即位，进位上柱国、大司徒，历任同、泾二州刺史。杨坚任丞相时，转任宜州刺史。
开皇二年，杨坚发动征陈战役，兵发江南，征长孙览为东南道行军元帅，统八总管从寿阳出发，会陈宣帝去世，隋朝认为不应在人家国丧期间发动战争，遂引师而还。
杨坚对长孙览很是礼遇，为蜀王杨秀纳长孙览之女为蜀王妃。其后以母亲去世丁忧去职。服丧一年多，就起令复位。不久转任泾州刺史，任内去世。
北齐灭亡后，周武帝将北齐宫内的一名绝色嫔妃厍狄氏（酷吏厍狄士文的从妹）赏赐给长孙览为妾，览妻郑氏性妒，向独孤伽罗说她的坏话，独孤皇后下令长孙览与厍狄氏离异。

## 子孙

### 曾祖
- 长孙观，北魏征南大将军，上党定王

### 祖父
- 长孙稚，西魏太师、上党文宣王

### 父亲
- 长孙绍远，北周小宗伯、上党献公

### 子女
- 长孙洪，袭爵薛国公，历任宋、顺、临三州刺史、司农少卿、北平太守
- 长孙宽，北周管国公
- 长孙龛，房州刺史
- 长孙操，赠吏部尚书、樂壽县男，谥曰安
- 長孫氏，嫁蜀王楊秀

## 延伸阅读
[在维基数据编辑]
 《隋書·卷51》，出自魏徵《隋书》